# Campionati del mondo di freestyle 2013 - Halfpipe femminile
La gara di halfpipe femminile ai campionati mondiali di freestyle 2013 si è svolta a Oslo il 4 e il 5 marzo 2013, con la partecipazione di 22 atlete da 12 nazioni.

## Risultati

### Qualificazione
Si sono qualificate alla finale le prime 12 classificate.
| Pos. | Bib | Nome                | Nazione       | Run 1 | Run 2 | Note |
| ---- | --- | ------------------- | ------------- | ----- | ----- | ---- |
| 1    | 3   | Ayana Onozuka       | Giappone      | 87,6  | 51,2  | Q    |
| 2    | 4   | Rosalind Groenewoud | Canada        | 71,6  | 86,8  | Q    |
| 3    | 1   | Virginie Faivre     | Svizzera      | 85,0  | 74,0  | Q    |
| 4    | 10  | Keltie Hansen       | Canada        | 84,4  | 79,0  | Q    |
| 5    | 11  | Marie Martinod      | Francia       | 81,0  | 61,0  | Q    |
| 6    | 8   | Anaïs Caradeux      | Francia       | 80,2  | 34,4  | Q    |
| 7    | 15  | Angeli VanLaanen    | Stati Uniti   | 75,6  | 8,2   | Q    |
| 8    | 5   | Mirjam Jaeger       | Svizzera      | 69,6  | 63,6  | Q    |
| 9    | 12  | Janina Kuzma        | Nuova Zelanda | 67,8  | 63,6  | Q    |
| 10   | 6   | Annalisa Drew       | Stati Uniti   | 67,6  | 31,2  | Q    |
| 11   | 7   | Manami Mitsuboshi   | Giappone      | 62,2  | 67,0  | Q    |
| 12   | 16  | Kimmy Sharp         | Stati Uniti   | 63,4  | 53,6  | Q    |
| 13   | 9   | Katrien Aerts       | Belgio        | 26,2  | 58,6  |      |
| 14   | 19  | Amy Sheehan         | Australia     | 25,0  | 55,6  |      |
| 15   | 17  | Emma Lonsdale       | Gran Bretagna | 48,0  | 53,6  |      |
| 16   | 22  | Elizaveta Česnokova | Nuova Zelanda | 41,4  | 41,6  |      |
| 17   | 20  | Rowan Cheshire      | Gran Bretagna | 41,0  | 26,2  |      |
| 18   | 14  | Nina Ragettli       | Svizzera      | 37,8  | 25,4  |      |
| 19   | 18  | Katia Griffiths     | Spagna        | 42,8  | 66,6  |      |
| 20   | 21  | Daniela Bauer       | Austria       | 20,8  | 36,2  |      |
| 21   | 23  | Natal'ja Makagonova | Russia        | 34,0  | 17,0  |      |
|      | 2   | Maddie Bowman       | Stati Uniti   | DNS   | DNS   |      |

### Finale
Le atlete hanno effettuato due run; per la classifica valeva il punteggio migliore.
| Pos.    | Bib | Nome                | Nazione       | Run 1 | Run 2 |
| ------- | --- | ------------------- | ------------- | ----- | ----- |
| Oro     | 1   | Virginie Faivre     | Svizzera      | 79,4  | 83,8  |
| Argento | 8   | Anaïs Caradeux      | Francia       | 80,6  | 76,8  |
| Bronzo  | 3   | Ayana Onozuka       | Giappone      | 80,4  | 78,8  |
| 4       | 7   | Manami Mitsuboshi   | Giappone      | 68,2  | 75,8  |
| 5       | 11  | Marie Martinod      | Francia       | 75,6  | 24,4  |
| 6       | 15  | Angeli VanLaanen    | Stati Uniti   | 73,0  | 11,8  |
| 7       | 10  | Keltie Hansen       | Canada        | 64,6  | 67,0  |
| 8       | 5   | Mirjam Jaeger       | Svizzera      | 65,2  | DNS   |
| 9       | 6   | Annalisa Drew       | Stati Uniti   | 63,2  | 63,0  |
| 10      | 12  | Janina Kuzma        | Nuova Zelanda | 58,8  | 56,6  |
| 11      | 16  | Kimmy Sharp         | Stati Uniti   | 47,0  | 42,8  |
| 12      | 4   | Rosalind Groenewoud | Canada        | 24,8  | 29,6  |